# Montbrú (Moià)
Montbrú és una masia situada en el terme municipal de Moià, a la comarca catalana del Moianès.
Està situada a ponent de la vila de Moià, a migdia i bastant separada de la carretera N-141c prop de la fita quilomètrica número 25. És al sud de la Talaia i al sud-est de Vilarjoan. Es troba al capdamunt del Serrat de Montbrú.
La masia és la seu d'una empresa familiar dedicada a la fabricació de formatges artesans.

## Etimologia
Montbrú és un topònim romànic compost, de caràcter descriptiu. Procedeix de mont (muntanya) i bru (fosc de pell), topònim relacionat amb l'abundor de boscos de l'entorn, que confereixen un aspecte morè, bru, al paisatge on es dreça la masia.